# 消失
『消失』（しょうしつ、英文表記：the disappearance）は、ケラリーノ・サンドロヴィッチの戯曲。劇団「ナイロン100℃」（以下「ナイロン」）によって「NYLON100℃ 27th SESSION」として東京・紀伊國屋ホールにて2004年12月3日に初演、ハヤカワ演劇文庫より2012年6月1日に刊行の戯曲集『ケラリーノ・サンドロヴィッチ 消失/神様とその他の変種』に収録された。未来を舞台に6人の善人の善意がもたらす悲劇を描いた「シリアス・コメディ」。
2004年から2005年にかけて日本で上演された演劇作品。2015年に「ナイロン100℃ 43rd SESSION」として再演が行われた。作・演出はケラリーノ・サンドロヴィッチ（以下「KERA」）。群像劇としての性質が強い。

## ストーリー
- 遠い未来、地球は“第二の月”を打ち上げたが、その星との交信は長く途絶えている。
- 最終戦争が終わったのち、そこから再生を図ろうとする兄弟。
- 怪しい人物たちが次々と登場するなか、事態は急速に悪化してゆく。

## 登場人物・配役
- チャズ・フォルティー - 大倉孝二
- スタンリー・フォルティー - みのすけ
- ホワイト・スワンレイク - 犬山イヌコ
- ドーネン - 三宅弘城
- エミリア・ネハムキン - 松永玲子
- ジャック・リント - 八嶋智人（客演：カムカムミニキーナ）
- （声の出演：池谷のぶえ）

## 上演
（以下、配役まで典拠）

### 初演
「NYLON100℃ 27th SESSION」として、東京および地方ツアーにて上演。
日程
- 2004年12月3日〜26日 - 東京・紀伊國屋ホール（12月2日にプレビュー公演）
- 2005年1月6日〜9日 - 大阪・大阪ワッハホール
- 1月14日・15日 - 北九州・北九州芸術劇場中劇場
- 1月18日 - 滋賀・栗東芸術文化会館さきら
- 1月21日 - 松本・まつもと市民芸術館
- 1月27日 - 盛岡・盛岡劇場
- 1月30日 - 新潟・りゅーとぴあ（新潟市民芸術文化会館）

キャスト

スタッフ

### 再演
「NYLON100℃ 43rd SESSION」として上演。出演は同メンバー。
日程
- 2015年12月2日〜27日 - 東京・本多劇場

キャスト

スタッフ

## その他
- 初演の模様を収めたDVDが発売されている。
- テーマソングはタートルズの「Happy Together」。初演パンフレットにも明記されている。
- 公式アナウンスではシリアス・コメディーと分類される。
- 上演時間は2時間45分で、休憩なし。場内アナウンスでは2時間40分と説明された。一幕での上演時間としては、ナイロンとしてもKERA作品としても最長。再演時は休憩が入った。
- 一幕劇であり、大がかりな舞台装置の転換がないこと、外の世界の設定が現実とはかけ離れていること、登場人物が限られていることなどは、『4 A.M.』を感じさせる部分がある。
- SFめいた設定であるが、「部屋の外の世界」での出来事は映像で説明されるのみである。
- 全編を静かなトーンが包むが、これらについてKERAは、「破裂しない笑い」を目指したものとし、具体的には、小津安二郎、ウディ・アレン、エルンスト・ルビッチなどを手本としたと明かしている[3]。
- スタンリーは、劇中では「スタン」と呼ばれる。スタンとチャズ以外の4人は姓で呼び合っている。
- ドーネンのみ、ファーストネームが戯曲中にも存在しない。
- 当初の構想では、スワンレイクは出てこないと思われていたらしい[4]。

## 書誌情報
- ケラリーノ・サンドロヴィッチ 消失/神様とその他の変種（2012年6月1日、ハヤカワ演劇文庫、ISBN 978-4-15-140032-2） - 「神様とその他の変種」を併録